# アニマルズ (アルバム)
『アニマルズ』（Animals）は、1977年に発表されたピンク・フロイドのアルバム。全英2位、全米3位を記録した。

## 解説
本作は人間を動物に喩えて社会批判するコンセプト・アルバムである。エリート・ビジネスマンが犬、資本家が豚、平凡な労働者が羊にそれぞれ喩えられている。この着想はジョージ・オーウェルの寓意小説『動物農場』に影響を受けたとされるが、豚以外の犬や羊の位置付けはこの小説とは異なっている（『動物農場』では犬も羊も「権力の走狗」的な存在）。
前作『炎〜あなたがここにいてほしい』への収録が見送られた「You've gotta be crazy」と「Raving and drooling」が、それぞれ「ドッグ」「シープ」として改変し収録されている。さらに、本アルバム制作のため新たにロジャー・ウォーターズが書き下ろした「ピッグ（三種類のタイプ）」の3曲がアルバムの中核をなしている。これらの大曲3曲を、やはりウォーターズ作の「翼をもった豚（パート1）」と「翼を持った豚（パート2）」という小曲が挟んだアルバムの構成になっている。
前作までの幻想的なサウンドは影を潜め、ウォーターズが作曲面でもバンド支配を強めつつあったことがうかがえる。従来の作品よりもオーソドックスなロックサウンドに接近している。リチャード・ライトも「すごく攻撃的なサウンドになっている」と述べており、あまり気に入ってはいないようである。
アニマルズという題だけあって動物の鳴き声が効果的に使用されている。「ピッグス （三種類のタイプ）」の豚の鳴き声はギルモアがトーキング・モジュレーターを使用して制作したものである。
「ピッグ」に登場する「ホワイトハウス」とはアメリカ大統領を指すのではなく、メアリー・ホワイトハウスという、社会自由主義に対して強硬に異を唱え彼女の言うキリスト教的価値観をイギリス国民に対してごり押ししていた保守活動家である（英国放送協会の番組からポピュラー音楽を一切排除しようという主張をしていたことがある）。
レコーディングはブリタニア・ロウ・スタジオで行われた。この際、ウォーターズがすでに収録済みの「ドッグ」のギター・パートを誤って消してしまい、デヴィッド・ギルモアがやむを得ずレコーディングをやり直している。
2011年に『炎〜あなたがここにいてほしい』がリマスター再発され、ボーナスCDに1974年11月のライブ音源として「Raving And Drooling」、「You've Gotta Be Crazy」が収録された。
2022年に、2018年にジェームズ・ガズリーがリミックスした音源を収録したCD、Blu-ray、SACDなどが発売された。BDやSACDにはサラウンドも収録された。

## アルバム・ジャケット
ロンドンのテムズ川沿いにあるバタシー発電所の上空を豚が飛んでいるジャケット。実際に長さ40ft（約12メートル）の巨大な豚の風船を飛ばして撮影が行われた。
撮影初日は豚が飛ばずに失敗したが、雰囲気のある雲が出ていたため発電所の写真は撮影した。2日目には撮影中の事故でこの豚が「逃亡」してしまい、ヒースロー空港のフライトが停止され、イギリス空軍が探索にあたるという事件に発展した。「空飛ぶ豚」はすぐにケント州の農場で発見され、その農家からは「豚を探してるのはあんたらか？うちの敷地で牛を死ぬほど怖がらせている」と電話があったという。このニュースは翌日の新聞の一面を飾り、バンドは意図せずして大きな宣伝効果を得た。3日目になって発電所の上を飛ぶ豚の写真を撮影できたものの、初日の写真の雰囲気があまりにもいいため、初日の「雲あり発電所」の写真に、3日目の豚を合成した。

## コンサート・ツアー
アルバム発売後に開催されたコンサート・ツアー「In The Flesh」は、ヨーロッパ、アメリカを跨ったバンド史上最大規模のツアーとなった。ツアーにはギタリストのスノウィー・ホワイトがサポート・メンバーとして参加し、一部ではギター・ソロも披露するなど注目を集めた。また、『アニマルズ』全曲とともに『炎〜あなたがここにいてほしい』からも全曲演奏され、アンコールは主に「マネー」と「アス・アンド・ゼム」（2曲とも『狂気』に収録）が演奏された。
このツアーの最終日である7月6日、カナダ・モントリオール公演において、最前列で騒ぎ立てる観客に腹を立てたウォーターズが唾を吐きかけるという出来事が起こった。後になってから自身の行為にショックを受けたウォーターズは、自責の念に駆られながら、ラジオ番組のインタビューで「演奏している自分たちと観客の間に見えない壁が存在する。今は客席とステージの間に本当に壁を作ってしまいたい」と語り、それをコンセプトにしたアルバム『ザ・ウォール』を制作するに至る。

## 収録曲
- 作詞：Roger Waters 作曲：Roger Waters（2曲目を除く）

1. 翼を持った豚 （パート1） - Pigs On The Wing 1
2. ドッグ - Dogs　（Gilmour, Waters）
3. ピッグス (三種類のタイプ) - Pigs (Three Different Ones)
4. シープ - Sheep
5. 翼を持った豚（パート2） - Pigs On The Wing 2